# インディペンデンス級沿海域戦闘艦
インディペンデンス級沿海域戦闘艦（インディペンデンスきゅうえんかいいきせんとうかん、英語: Independence-class littoral combat ship）は、アメリカ海軍の沿海域戦闘艦（LCS）の艦級。アメリカ海軍の関連団体であるアメリカ海軍協会（USNI）では哨戒艦、ジェーン海軍年鑑ではフリゲートとして種別している。

## 来歴
沿海域戦闘艦のコンセプトは、1998年、当時海軍大学校（NAVWARCOL）の校長であったアーサー・セブロウスキー提督が提唱したストリート・ファイター・コンセプトに由来する。これは、同提督が提唱し、アメリカ海軍の新たな指導原理として採用されたネットワーク中心戦 (NCW)の概念に基づき、アメリカ海軍が採るべき方針について洞察するなかで見出されたもので、従来のハイ-ロー-ミックスの概念に起源を有しつつも、これを根本から覆している、きわめて大胆なコンセプトであった。スプルーアンス級駆逐艦とオリバー・ハザード・ペリー級ミサイルフリゲートに見られるような従来のハイ-ロー-ミックス・コンセプトにおいては、高戦闘力・高コストのユニットが前線に配置され、低戦闘力・低コストのユニットは後方など脅威レベルの低い区域に配置される。これに対し、ストリート・ファイター・コンセプトで建造される艦は、低コストではあるが、NCWを活用して強力な戦闘力の発揮を導き、かつ、その名のとおりに沿海域の前線で攻撃的に活用されるのである。
当時、アメリカ海軍は既に、新世代の水上戦闘艦のあるべき姿としてSC-21コンセプトを採択し、これに基づいて巡洋艦級のCG-21、駆逐艦級の DD-21の整備計画を策定中であったが、SC-21計画は2001年に突如中止され、ストリート・ファイター・コンセプトを導入しての再計画が行なわれた。これは、下記の2点について、従来のSC-21計画には重大な問題が内包されていることが判明したことによるものである。
1. 多様化する任務に単一の設計で対処するには限界がある（当該任務に不要な兵器群を全て船に携行すると費用も整備要員も膨張する）。CG-21とDD-21は同一の設計に基づくこととなっていたが、計画開始後に次々と追加される任務に対応するため、先行して計画されたDD-21は既に巡洋艦級と評されるまでに肥大化しており、なおも装備不足が指摘されており、その一方で肥大化によって沿海域での戦闘には不適となりつつあった。
2. 2000年に発生した米艦コール襲撃事件で確認されたとおり、沿海域戦闘においては、安価な武器でも、高価格・高性能な艦に近寄り、大きな損害を与えうる (Cheap Killの危険性)。従って、少数の高価格・高性能な艦に頼り、これを不用意に前線に展開することは極めて危険である。自爆ボートなどの民間擬装船は、優れたレーダーを持つ大型艦にも接近攻撃が可能で（魚雷艇の魚雷に対するジャミングもリアクションタイムが必要な事もあり）、回避力に優れた高速小型艦を量産して前方展開することが望ましい。

また冷戦終結後より、アメリカ軍は戦争以外の軍事作戦（MOOTW）のニーズ増大に直面していた。麻薬戦争では、密輸阻止を目的とした海上治安活動が行われていたが、沿岸警備隊だけでは戦力が不足しており、アメリカ海軍も支援にあたっていた。海軍は、主としてオリバー・ハザード・ペリー級、スプルーアンス級、アーレイ・バーク級を充当していたが、スプルーアンス級およびアーレイ・バーク級では重厚長大に過ぎ、一方で小型のオリバー・ハザード・ペリー級では、密輸業者が使用する高速船を追蹤するには速力不足であった。また、スプルーアンス級は2000年頃、オリバー・ハザード・ペリー級も2010年頃の退役が見込まれていたことから、代替艦の建造が必要になっていた。
このことから、SC-21計画中止後の再編成において、ミサイル巡洋艦『CG(X)』、ミサイル駆逐艦『DD(X)』との組み合わせのもと、MOOTW任務に適合する新型水上艦として、ストリート・ファイター・コンセプトをより具体化して計画されたのが、沿海域戦闘艦LCSである。

## 設計

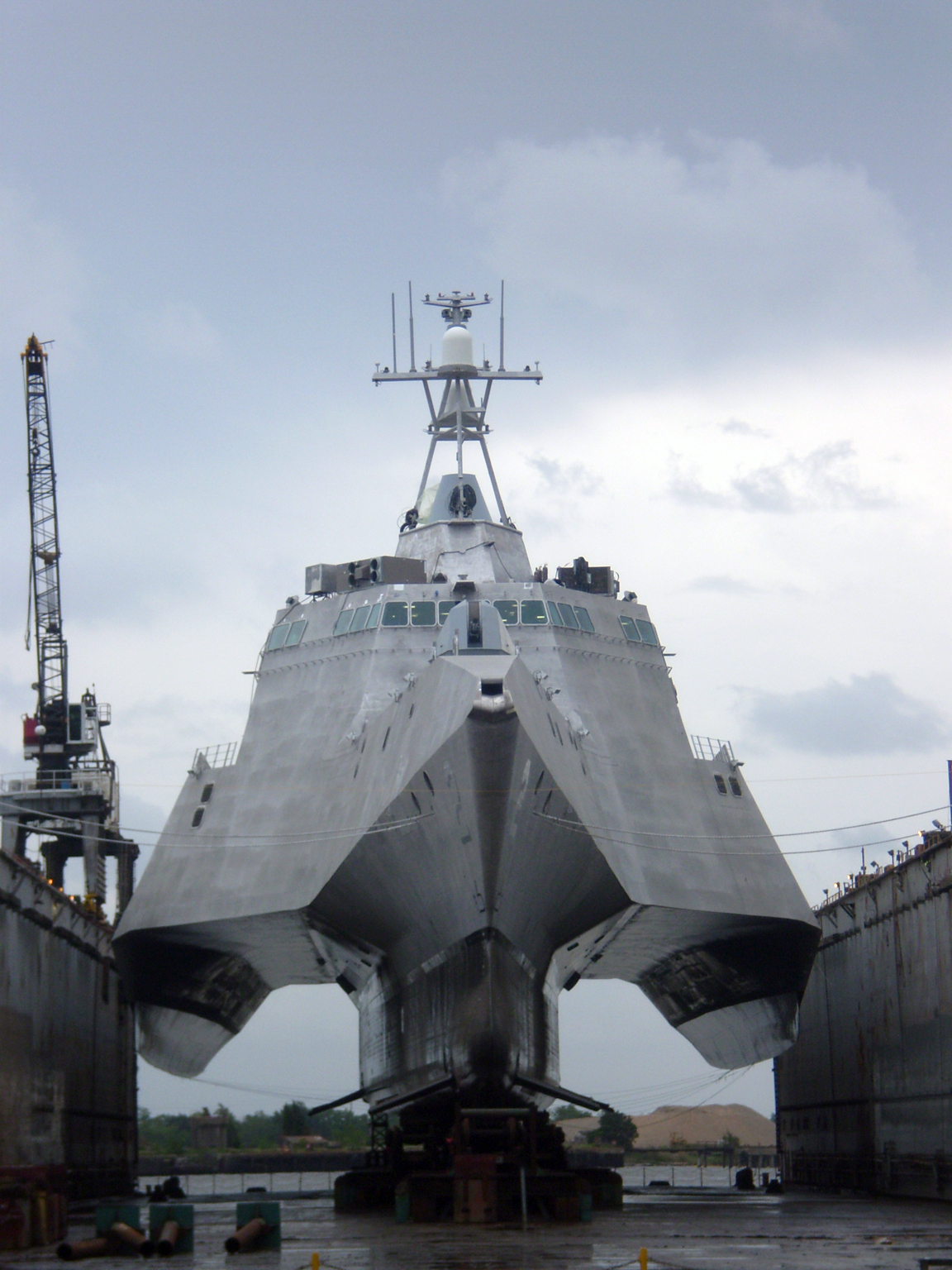
没水部船体の様相

本級は、LCS計画に対してジェネラル・ダイナミクス（GD）社が提出した設計にもとづいており、特徴的な三胴船（トリマラン）型を採用している。これは、GD社と米海軍研究所（ONR）の研究や、イギリスの国防評価研究庁（DERA）の実験船「トライトン」の運用実績を踏まえた決定であった。オースタル社がフレッド・オルソン社向けに建造した高速フェリーを参考に、防水区画数の増加や溶接技術の管理など軍艦構造として設計されている。船質としてはアルミニウム合金を採用したが、このためもあり、就役後には深刻な電解腐食の問題が発生した。これを受けて、二番艦「コロナド」では新たな耐腐食表面処理が行われ、三番艦「ジャクソン」では試験済の腐食管理装置技術が導入された。
主機関はCODAG方式を採用しており、巡航機としてV型20気筒のMTU 20V8000 M90ディーゼルエンジン、加速機としてゼネラル・エレクトリック LM2500ガスタービンエンジンをそれぞれ2基ずつ搭載する。それぞれのエンジンにバルチラ社製のウォータージェット推進器を1基ずつ備えることから、4軸推進艦となっている。なお、三胴船型の採用によって、排水量のわりに船幅を広げることができたため、甲板面積の拡大に益した一方で、旋回性能の低下が懸念されたことから、これを補うために船首には隠顕式のアジマススラスター1基を搭載している。
2016年8月には、ハワイ出港後の「コロナド」で軸系に問題が生じ、帰港するというトラブルが報告された。なお、対抗馬にあたるフリーダム級でも、アメリカ海軍で採用実績がないロールス・ロイス社製のガスタービンエンジンを採用したこともあって機関部のトラブルが散発しており、信頼性に疑義が呈されたことがあった。

## 装備
LCSのコンセプトに基づき、本級では自衛用の最低限の装備を基本として、これに加えて、任務に対応するための各種装備を柔軟に搭載することを計画している。これらの装備は、艦のC4ISRシステムを中核として連接され、システム艦として構築される。

### 固定装備

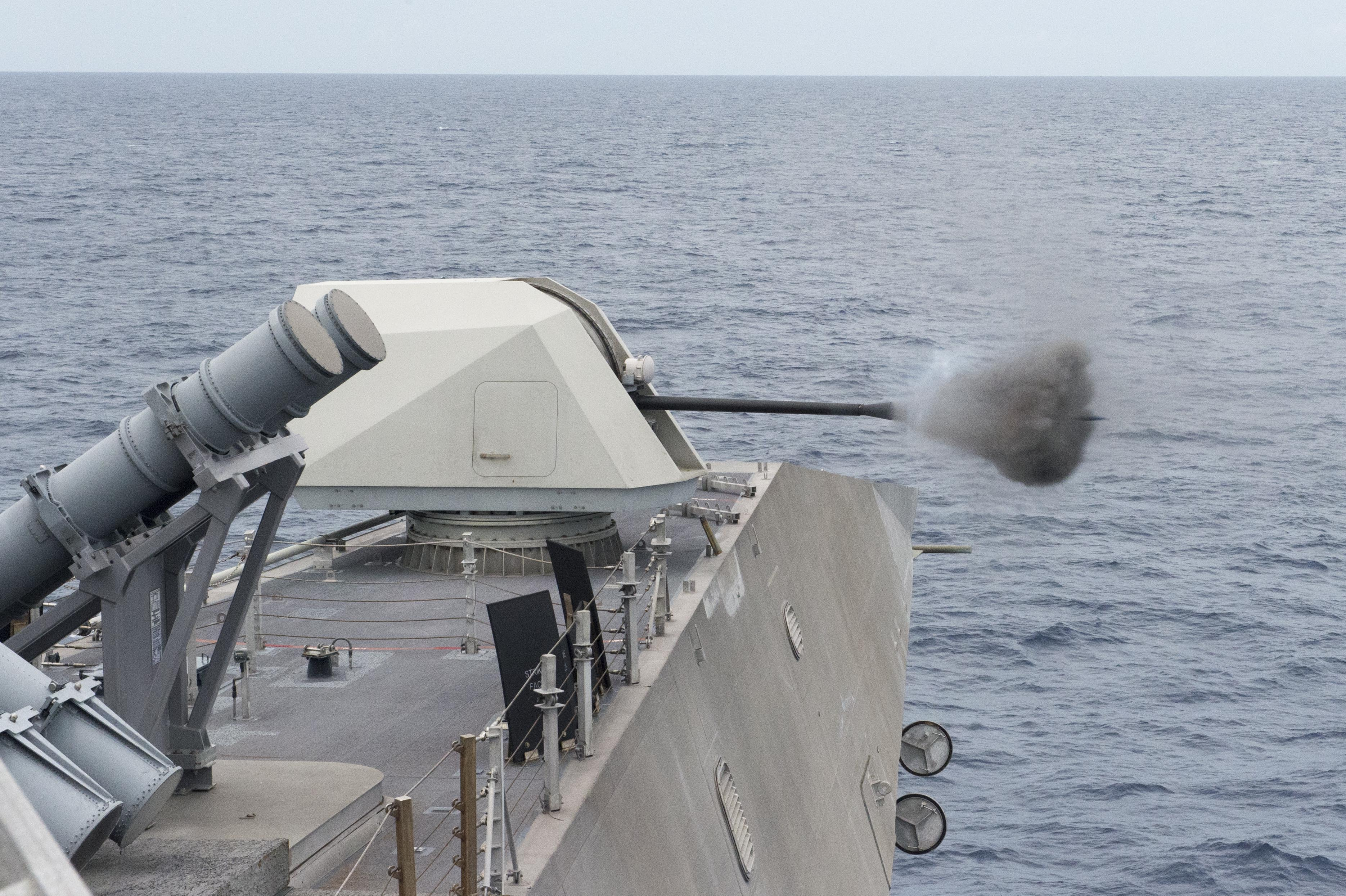
「コロナド」搭載のMk.110 57ミリ単装速射砲

アメリカ軍の新しい戦闘指導原理であるネットワーク中心戦 (NCW)コンセプトに準拠して開発された本艦にとって、最重要の装備といえるのがC4ISRシステムである。戦術情報処理装置としては新開発のICMS（Integrated Combat Management System）が搭載された。これはオランダのタレス・ネーデルラント社のTACTICOSを元にした派生型である。
主センサーとしては、比較的簡素なシージラフAMB 3次元レーダーが搭載されている。
艦砲としては、艦首甲板にユナイテッド・ディフェンス社のMk.110 57ミリ単装速射砲を装備する。砲射撃指揮装置（GFCS）としては、電子光学式のシースター社製サファイアIIIを用いている。また近接防空ミサイル・システムとして、後部上部構造物上にRIM-116 RAMの11連装発射機であるSeaRAMを搭載する。

### ミッション・パッケージ

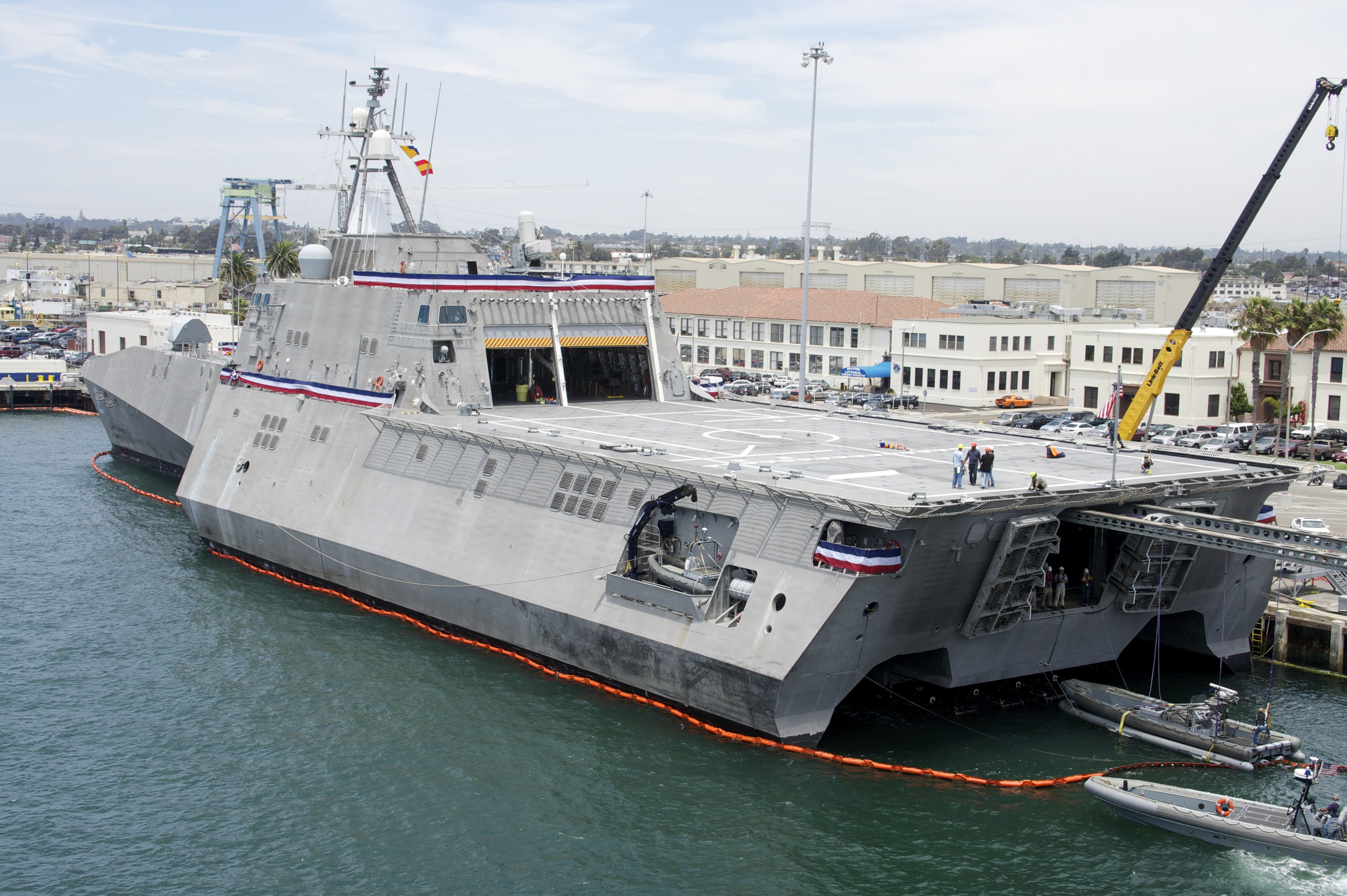
艦尾側からの艦影。オフボード・ランチ・アンド・リカバリー・システムが展開されている。

沿海域戦闘艦のコンセプトにもとづき、本級は装備のモジュール化を進めている。ミッション・パッケージはフリーダム級と共用化されており、これを収容するスペースとして、第2甲板の後半部がミッション・ベイとされており、面積は実に15,200 sq ft (1,410 m2)に及ぶ。
ミッション・パッケージとしては、当初は対水上戦・対潜戦・対機雷戦の3種類が開発されていたが、いずれも開発が難航した。特に対潜戦パッケージは、開発当初は沿海域での通常動力型潜水艦の探知に用いることを想定していたのに対し、戦略環境の変化に伴って外洋域での原子力潜水艦の探知に用いるように方針が転換されたこともあって、最も深刻な問題に直面し、結局、2022年に開発中止となった。
2024年にはミッション・パッケージを積み替えるというコンセプトそのものが断念され、本級は対機雷戦パッケージ、フリーダム級は対水上戦パッケージを搭載することになった。この方針決定の前には、本級にも艦対艦ミサイルを搭載する試験が行われたことがあり、2014年7月後半には、2番艦「コロナド」の飛行甲板の片隅にNSMの発射筒を仮設して、搭載試験が行われた。また2016年の環太平洋合同演習では、同艦の艦首甲板にハープーン2連装発射筒2基を仮設して、実射試験が行われた。更にヘリコプター甲板へのMk.70 PDS（Payload Delivery System）の搭載も試みられ、2022年には8番艦「タルサ」、2023年には14番艦「サヴァンナ」で試験が行われた。ただし対機雷戦に専従する方針が示されたことから、今後はSSMやPDSを搭載することはないものとみられている。
なおミッション・ベイの広大なスペースは車両甲板としても活用でき、右舷側のサイドランプを用いてRO-RO機能を発揮することもできる。また艦尾側にも門扉があり、複合型高速艇を迅速に発進・回収可能な、オフボード・ランチ・アンド・リカバリー・システムが設置されているが、これは、対機雷戦用の無人艇にも対応している。

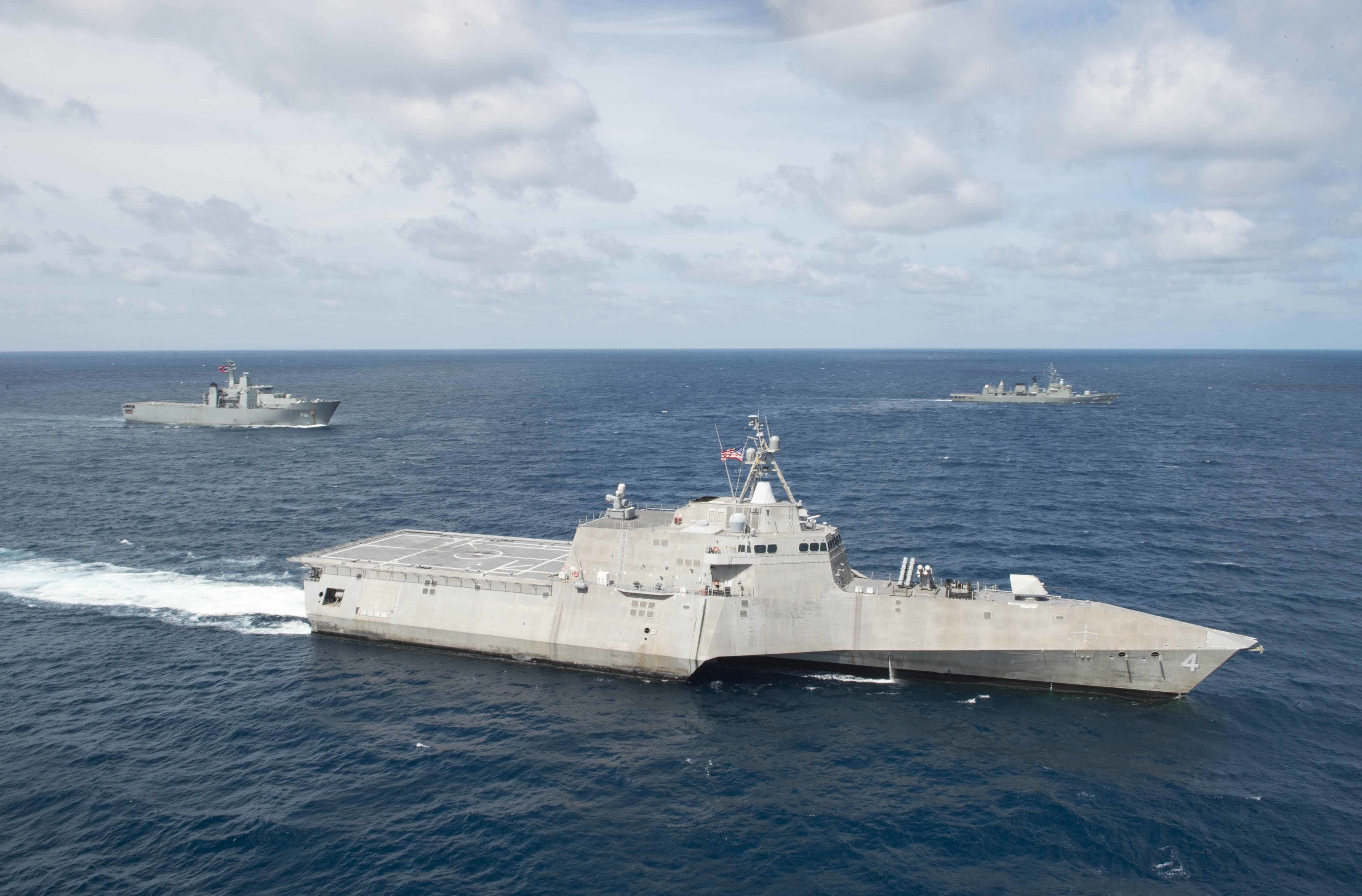
艦首甲板にハープーン2連装発射筒が仮設された「コロナド」
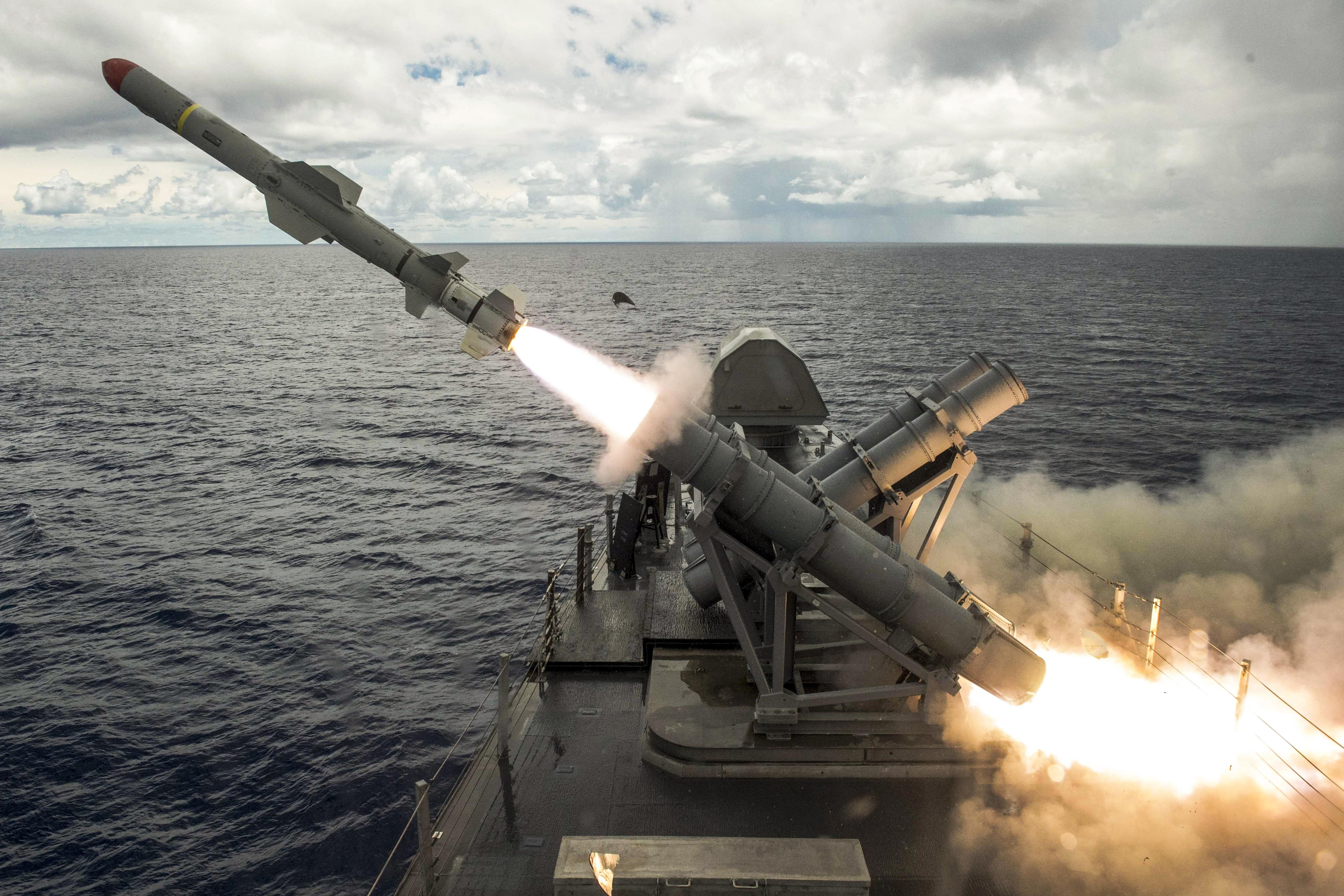
「コロナド」艦首甲板の発射筒から発射されたハープーン
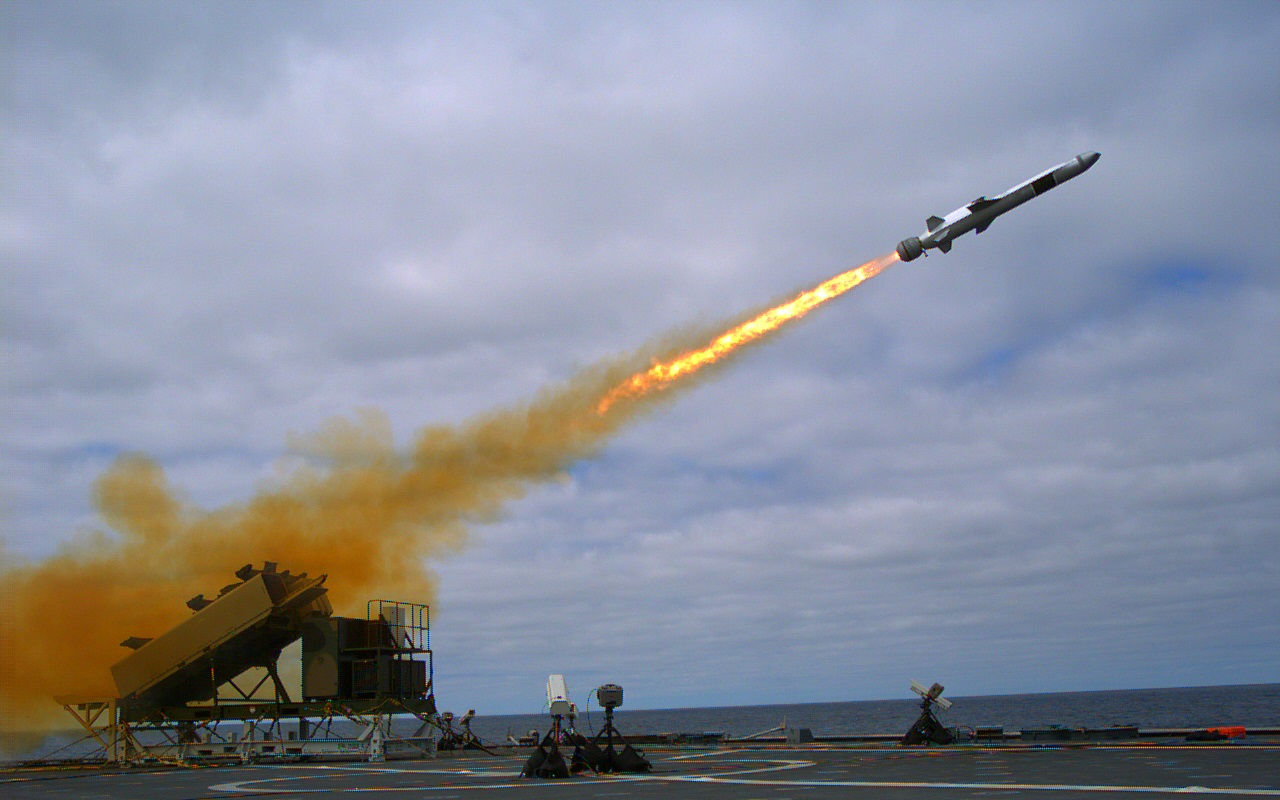
インディペンデンス級沿海域戦闘艦へのNSMランチャー搭載案

### 艦載機
ミッション・ベイ上部の艦尾甲板には7,300 sq ft (680 m2)のヘリコプター甲板が設定されており、上部構造物後端部は床面積3,500 sq ft (330 m2)の格納庫とされている。搭載機はミッション・パッケージに応じて決定されるが、MH-60R/Sヘリコプターのみであれば2機、混載であればMH-60R/Sヘリコプター 1機とMQ-8無人航空機3機を搭載できる。

## 同型艦

### 一覧表
全艦、ジェネラル・ダイナミクス社製。
| #      | 艦名                                          | 起工            | 進水            | 就役           | 退役           | 母港                                  |
| ------ | --------------------------------------------- | --------------- | --------------- | -------------- | -------------- | ------------------------------------- |
| LCS-2  | インディペンデンス USS Independence           | 2006年 1月19日  | 2008年 4月26日  | 2010年 1月16日 | 2021年 7月29日 | －                                    |
| LCS-4  | コロナド USS Coronado                         | 2009年 12月17日 | 2012年 1月14日  | 2014年 4月5日  | 2022年 9月14日 | －                                    |
| LCS-6  | ジャクソン USS Jackson                        | 2011年 8月1日   | 2013年 12月14日 | 2015年 12月5日 | －             | カリフォルニア州 サンディエゴ海軍基地 |
| LCS-8  | モンゴメリー USS Montgomery                   | 2013年 6月25日  | 2014年 8月6日   | 2016年 9月10日 | －             | カリフォルニア州 サンディエゴ海軍基地 |
| LCS-10 | ガブリエル・ギフォーズ USS Gabrielle Giffords | 2014年 4月16日  | 2015年 2月25日  | 2017年 6月10日 | －             | カリフォルニア州 サンディエゴ海軍基地 |
| LCS-12 | オマハ USS Omaha                              | 2015年 2月18日  | 2015年 11月20日 | 2018年 2月3日  | －             | カリフォルニア州 サンディエゴ海軍基地 |
| LCS-14 | マンチェスター USS Manchester                 | 2015年 6月29日  | 2016年 5月12日  | 2018年 5月26日 | －             | カリフォルニア州 サンディエゴ海軍基地 |
| LCS-16 | タルサ USS Tulsa                              | 2016年 1月11日  | 2017年 3月16日  | 2019年 2月16日 | －             | カリフォルニア州 サンディエゴ海軍基地 |
| LCS-18 | チャールストン USS Charleston                 | 2016年 6月28日  | 2017年 9月14日  | 2019年 3月2日  | －             | カリフォルニア州 サンディエゴ海軍基地 |
| LCS-20 | シンシナティ USS Cincinnati                   | 2017年 4月10日  | 2018年 5月22日  | 2019年 10月5日 | －             | カリフォルニア州 サンディエゴ海軍基地 |
| LCS-22 | カンザスシティ USS Kansas City                | 2017年 11月15日 | 2018年 10月19日 | 2020年 6月20日 | －             | カリフォルニア州 サンディエゴ海軍基地 |
| LCS-24 | オークランド USS Oakland                      | 2018年 7月20日  | 2019年 7月21日  | 2021年 4月17日 | －             | カリフォルニア州 サンディエゴ海軍基地 |
| LCS-26 | モービル USS Mobile                           | 2018年 12月14日 | 2020年 1月11日  | 2021年 5月22日 | －             | カリフォルニア州 サンディエゴ海軍基地 |
| LCS-28 | サバンナ USS Savannah                         | 2019年 9月20日  | 2020年 9月8日   | 2022年 2月5日  | －             | カリフォルニア州 サンディエゴ海軍基地 |
| LCS-30 | キャンベラ USS Canberra                       | 2020年 3月10日  | 2021年 3月30日  | 2023年 7月22日 | －             | カリフォルニア州 サンディエゴ海軍基地 |
| LCS-32 | サンタバーバラ USS Santa Barbara              | 2020年 10月27日 | 2021年 11月13日 | 2023年 4月1日  | －             | カリフォルニア州 サンディエゴ海軍基地 |
| LCS-34 | オーガスタ USS Augusta                        | 2021年 7月30日  | 2022年 5月23日  | 2023年 9月30日 | －             | カリフォルニア州 サンディエゴ海軍基地 |
| LCS-36 | キングスビル USS Kingsville                   | 2022年 2月23日  | 2023年 3月23日  | 2024年 8月24日 | －             | カリフォルニア州 サンディエゴ海軍基地 |
| LCS-38 | ピエール USS Pierre                           | 2023年 6月16日  | 2024年 5月29日  |                | －             |                                       |

### 運用史
2021年度アメリカ合衆国軍事予算案において、アメリカ海軍は一番艦から四番艦を予定より10年早い2021年に退役させることを盛り込んだ。これに関して、アメリカ海軍作戦部長マイク・ギルデイ提督は、2020年3月2日のWEST会議の席上で「我々はこれを数年前に決定していた。五番艦以降、特に2015年にブロック発注した艦に作戦能力を与えるために、船体のメンテナンスとエンジニアリングに関して我々を悩ませ続け、艦を海上に送り出すことを妨げていた問題が何であったかをよりよく理解できるように。最初の4隻でより多くの試験を行う必要があると決断した。… 我々は最初の4隻を試験に投入し、後続艦のようにアップグレード費用を投下することはしなかった。… 最初の4隻は戦力に致命的に影響するものでもない。… 単に投資へのリターンが得られなかっただけだ。」と発言している。また、最初の4隻を海上任務に就けるよう改修するには、20億ドルの追加コストが必要になるという意見もある。
2020年6月20日には、アメリカ海軍が「インディペンデンス」を2021年3月をもって退役させ、同級の「コロナド」の他フリーダム級の一番艦「フリーダム」および二番艦「フォートワース」とともに予備役に編入することを発表した。2024年には15隻を現役に残してアヴェンジャー級掃海艦の後継とすることが発表された。

## 登場作品

### 映画
『GODZILLA ゴジラ』
多数の同型艦が登場。アーレイ・バーク級ミサイル駆逐艦などと共に、太平洋上を移動するゴジラを追跡する。
『カーズ2』
ペッパー・ファミリーの一員として2隻登場。内1隻の名前は「トニー・トライフル」だが、もう1隻は不明。
『劇場版　ハイスクール・フリート』
ブルーマーメイドの作戦艦艇として、後述する改インディペンデンス型のうち「べんてん」が登場。学生艦隊と協力し、海賊に奪われた洋上プラントの奪還作戦を行う。

### アニメ
『ハイスクール・フリート』
凌波性や耐航性、航続距離を強化し、VLSを搭載した架空の派生型「改インディペンデンス型」が登場。作中ではブルーマーメイドの主力艦や教員艦として世界各国で配備が進められているという設定で、横須賀女子海洋学校所属の大型教員艦「さるしま」の他、ブルーマーメイド所属艦の「べんてん」「てんじん」などが登場している。
『魔法科高校の劣等生』
第1話では作中の冒頭に流れる紹介PVに、第26話では作中後半に登場する。
『ヨルムンガンド』
第2期最終話に登場。ヨナがココの部隊を離脱し、キャスパーの下に身を寄せた際に乗艦する。

### ゲーム
『コール オブ デューティ ゴースト』
キャンペーン｢Into The Deep｣に登場。連邦軍のアーレイ・バーク級ミサイル駆逐艦の改良型という設定だが、なぜか外見が本艦になっている。リオデジャネイロ港沖で1隻が航行中、海中から接近してきた主人公らに撃沈される。
『バトルフィールド4』
キャンペーン｢Suez｣の終盤に何故か中国人民解放軍海軍の軍艦として登場。チャン将軍が乗艦しており、主人公が所属するトゥームストーン部隊の母艦であるUSS「ヴァルキリー」に対して、主砲による攻撃を敢行する。
『Modern warship』
プレイヤーの使用出来る艦艇として「インディペンデンス」が登場。
『Project Wingman』
「LCS」という名称で登場。味方であるカスカディア独立軍、敵である太平洋連邦海軍双方で運用されている。
基本的には対空砲と艦対空ミサイルで武装しているが、派生型である「LCS-R」は対空砲の強化に加えてヘリコプター甲板にレールガンを搭載しており、火力を強化している。